# Guayaco (prueba médica)
La prueba de guayaco en heces o prueba de sangre oculta en heces mediante guayaco es un examen de laboratorio realizado con muestras de heces, diseñado para detectar sangre oculta en el tracto gastrointestinal.
Tiene múltiples utilidades, sobre todo cuando un sangrado digestivo no es evidente, puede confirmar que en efecto hay pérdida de sangre desde el tracto gastrointestinal.  
Se ha usado generalizadamente en algunos países con fines de screening para cáncer de colon.  En estos programas cuando es positivo se debe hacer una colonoscopía.  
La recomendación es hacerlo anualmente y combinarlo con una rectosigmoidoscopia cada cinco años.  Esto para todos los adultos mayores de 50 años o para los de 40 que tengan un familiar de primer grado con cáncer de colon.  Hay otras estrategias de prevención de cáncer de colon que involucran otros estudios como la colonoscopia y el enema opaco o colon por enema.
- Datos: Q1552640
- Multimedia: Stool guaiac test / Q1552640